# Подшкле (Малопольское воеводство)
По́дшкле (пол. Podszkle, словац. Bukovina-Podsklé, венг. Bukovinapodszkle) — село в Польше в гмине Чарны-Дунаец Новотаргского повета Малопольского воеводства.

## География
Село находится в 10 км от административного центра гмины села Чарны-Дунаец, 18 км от административного центра повета города Новы-Тарг и 62 км от центра воеводства города Краков.

## История
Село до конца Первой мировой войны входило в состав Австро-Венгрии. До 1923 года село принадлежало Чехословакии. С 1939 по 1945 год Подшкле входило в состав Словакии. После Второй мировой войны село снова перешло Польше.
С 1975 по 1998 год Подшкле входило в состав Новосонченского воеводства.